# Ялтинская женская гимназия
Ялтинская женская прогимназия, с 1893 года Ялтинская женская казенная гимназия — среднее женское учебное заведение в городе Ялта Таврической губернии. Продолжала деятельность с 1876 по 1921 год.

## История

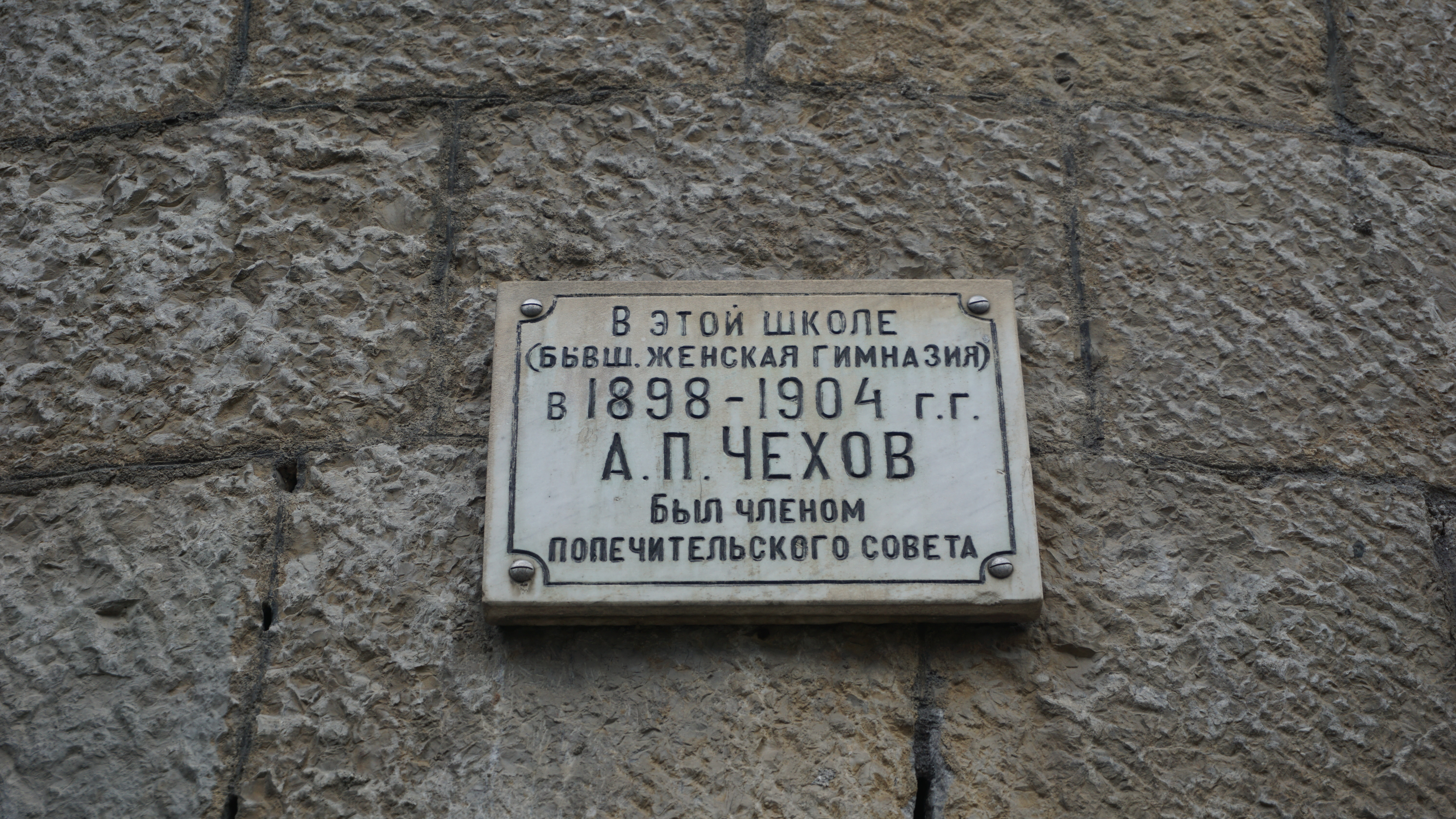

Была открыта 27 сентября 1876 года как двухклассная женская прогимназия, первый набор составил 38 учениц. В 1893 году получила новое здание на ставшей Гимназической улице (ныне — ул. Войкова). В строительстве здания гимназии принимал участие архитектор Л. Н. Шаповалов (1871—1957). В 1893 году была преобразована в гимназию.
Первым директором прогимназии стала Анна Вольховская, после её смерти гимназию возглавила Варвара Константиновна Харкеевич (Сытенко). 1 декабря 1899 года членом попечительского совета женской гимназии был утвержден А. П. Чехов, в разные годы в совет входили также Е. Ф. Тизенгаузен (Хитрово), княжна Юсупова, инженер А. Л. Бертье-Делагард. В гимназии бывали И. А. Бунин, М. А. Волошин, М. Горький.
В 1900 году в гимназии обучалось 175 православных, 7 католичек, 12 протестанток, 32 иудеек, 14 мусульманок. По сословиям 50 гимназисток были дворянками, 128  —  мещанками, 10  —  крестьянками, четыре девочки из духовных семей.
В 1914—1915 учебном году гимназия имела 322 ученицы. Годовой бюджет составлял 37302 рублей, из них 6500 рублей от казначейства. Плата за обучение 80 и 100 рублей для подготовительных и основных классов.
В 1921 году женскую гимназию перепрофилировали в Ялтинский промышленно-экономический техникум.
В 1954 году на фасаде здания по улице Войкова установили мемориальную доску в честь А. П. Чехова, а в 1990-е годы размещённой в здании гимназии присвоили имя великого писателя.
В 1969 году зданию присвоен статус памятника культуры.
В настоящее время  Объект культурного наследия народов РФ регионального значения. Рег. № 911711051420005 (ЕГРОКН)

## Известные ученицы
- Алла Назимова
- Надежда Островская
- Людмила Крестинская
- Мария Пиленко, училась один год
- Анастасия Цветаева, училась один год
- Марина Цветаева, училась один год
- Ирина Венжер